# 니콜 한슨
니콜 한슨(Nicole Hansen, 2000년 1월 1일 ~ )은 독일의 배우, 영화배우, 영화 프로듀서이다.
프랑크푸르트에서 태어났다.

## 영화
- 비상 탈출 (1996년)
- 솔저 보이 (1995년)
- 커버 미 (1995년)
- 아메리칸 사이보그 (1992년)